# Gabriola minima
Gabriola minima es una especie de polilla geométrida perteneciente a la familia Geometridae, descrita en 1896, se encuentra distribuida en Estados Unidos.
G. minima se distingue de G. dyari por su línea intradiscal que es muy recta, mientras que en G. dyari es bien redondeada. El tono predominante en G. dyari es un marrón cálido, mientras que en G. minima es gris apagado, y la mancha blanca en el ángulo anal del ala anterior, tan visible en G. dyari, está ausente.